# Сем'янівка
Сем'янівка (застар. Семенівка до 2016 р. — Кротенки) — село в Україні, в Полтавському районі Полтавської області. Центр Сем'янівської сільської ради, до якої входять також села Олепіри, Патлаївка, Тернівщина, Яцинова Слобідка. Населення  989 осіб. У радянські часи село імені комнезаму села С. Г. Кротенка.

## Географія
Село розташоване на річці Ворскла, за 5 кілометрів вище за течією  від міста Полтава. Вище Кротенок за течією розташоване село Петрівка, нижче за течією прилягає село Патлаївка, на протилежному березі  річки — село Тернівщина.
Поруч проходить автомобільна дорога Н12. Відстань автомобільними шляхами від центру Полтави — 13 км. Висота над рівнем моря — 87 м.

## Історія

### Рання історія села до початку XX століття
Поблизу села виявлено поселення доби неоліту (IV тисячоліття до н. е.), а також скіфського періоду (V-III століття до н. е.). Залишки ще двох скіфських поселень знайдені між Кротенками і Патлаївкою та Петрівкою.

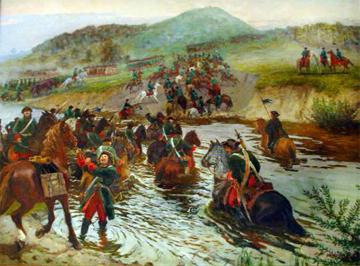
«Переправа російських військ через Ворсклу»
Картина художника Магомедова

Власне село, тоді ще Семенівка або Сем'янівка, згадується в історичних джерелах з першої половини XVII сторіччя. Однак історичну відомість ця місцевість отримала завдяки зручній для переправи формі берега і мілкій глибині Ворскли — саме тут віддавали перевагу форсувати річку війська починаючи від орди Батия часів монголо-татарської навали, переправи військ Петра I перед Полтавською битвою і закінчуючи форсуванням військами 5-ї гвардійської армії генерала Жадова у вересні 1943 року при визволенні Полтави від німецько-нацистських загарбників.
Найбільшу відомість селу принесла переправа через Ворсклу військ російського царя Петра I 1709 року. Полтава, оточена шведами, була на правому, високому березі Ворскли, а армія Петра І — на лівому. Шведи створили на підходах до міста систему потужних земляних укріплень, звідки штурмували місто. 16 червня військова рада російської армії, яка відбувалася у селі Крутий Берег вирішила дати «генеральну баталію». Для цього російські війська повинні були перейти на правий берег річки. Піднявшись близько 10 кілометрів вгору за течією, передовий загін армії відтіснив від берега сторожові частини шведів, і 20 червня вся російська армія через три броди, вказані місцевим жителем Залізняком, а також через споруджений наплавний міст переправилася на правий берег Ворскли, де і перебувала до початку Полтавської битви в укріпленому таборі.

Семенівка на початку XX сторіччя. 1911 рік

Пізніше, до 200-річчя Полтавської битви на місці переправи російської армії, біля села Семенівка був встановлений бетонний обеліск. До 250-річчя битви його замінили новим, гранітним (автори пам'ятника І. Л. Шмульсон і В. А. Пасічний). На семиметровому обеліску укріплений бронзовий картуш з написом російською мовою: «Місце переправи російської армії на правий берег Ворскли по трьох бродах 20 червня 1709».
У 1786 році село Семенівка згадується в указі Катерини II про відібрання монастирських маєтків у Полтавського Хрестовоздвиженського монастиря — серед іншої власності монастиря у казну була конфіскована і Семенівка.
У 1859 році у власницькому хуторі налічувалось 20 дворів, мешкало 112 особи (50 чоловічої статі та 62 — жіночої).

## 20 сторіччя
вересні 1941 року переправою в Кротенках скористалися останні захисники Полтави — танкісти Героя Радянського Союзу майора (а в майбутньому двічі Героя, генерал-полковника танкових військ) Василя Сергійовича Архипова. З 16 по 18 вересня полк Архипова вів оборонні бої в передмістях міста, прикриваючи евакуацію населення і обладнання підприємств міста. Врешті, після запеклих вуличних боїв, командиром полку було прийняте рішення про прорив і вихід з оточення. Через те, що мости через Ворсклу були зруйновані, за порадою місцевих жителів вирішено було форсувати річку в місті переправи російських військ у 1709 році. Вночі, розвиваючи максимальну швидкість, танки Архипова форсували річку глибиною до двох метрів. З оточення було виведено 92 танки, вісім гаубиць, декілька десятків автомобілів.
Вдруге переправою радянські війська скористалися в ході визволення Полтави. 32-му гвардійському стрілецькому корпусу було поставлене завдання форсувати Ворсклу і наступати в напрямку Решетилівка, Власівка, обійти Полтаву з північного сходу і відрізати шляхи відходу противнику до Дніпра. В авангарді військ йшла 13-та гвардійська стрілецька дивізія: в передовий загін входили 39-й гвардійський стрілецький полк, 57-й танковий полк, 301-й винищувально-протитанковий і 1902-й самохідно-артилерійський полки. Очолював загін заступник командира 13-ї дивізії полковник П. В. Гаєв. Виконуючи завдання захопити переправи через Ворсклу, передовий загін Гаєва вже до вечора 21 вересня 1943 року вийшов до Ворскли, форсував її в районі Кротенків, захопив плацдарм і зав'язав бій з частинами противника, що оборонялися на західному березі. Першими слідом за передовим загоном Гаєва на правий берег річки переправилися підрозділи 13-ї гвардійської стрілецької дивізії. Противник був приголомшений настільки стрімкою атакою і почав відходити. До кінця дня частини дивізії вийшли на рубіж Решетилівка — Жуки, створивши загрозу правому флангу і тилу угруповання ворога і, тим самим, створили сприятливі умови оволодіння Полтавою радянськими військами. В ознаменування звільнення Полтави наказом Верховного головнокомандувача від 23 вересня 1943 року № 22 13-та гвардійська стрілецька дивізія удостоєна почесного найменування «Полтавська».

## 21 сторіччя
12 червня 2020 року, відповідно до розпорядження Кабінету Міністрів України № 721-р «Про визначення адміністративних центрів та затвердження територій територіальних громад Полтавської області», село увійшло до складу Полтавської міської громади.
19 липня 2020 року, в результаті адміністративно - територіальної реформи та ліквідації Полтавського району (1925—2020), село увійшло до складу новоутвореного Полтавського району.

## Населення

### Мова
Розподіл населення за рідною мовою за даними перепису 2001 року:
| Мова            | Кількість | Відсоток |
| --------------- | --------- | -------- |
| українська      | 916       | 92.62%   |
| російська       | 65        | 6.57%    |
| білоруська      | 1         | 0.10%    |
| інші/не вказали | 7         | 0.71%    |
| Усього          | 989       | 100%     |

## Інфраструктура
Промислові підприємства: ТОВ «ПБ Кротенки», ТОВ «МП Ворскла лтд»;
Рекреаційні об'єкти: готельно-ресторанний комплекс «Золотий берег», пансіонат «Кротенківський»;
Об'єкти соціальної сфери: загальноосвітня школа, бібліотека, будинок культури.

## Галерея

Переправа через Ворсклу (початок XX сторіччя)
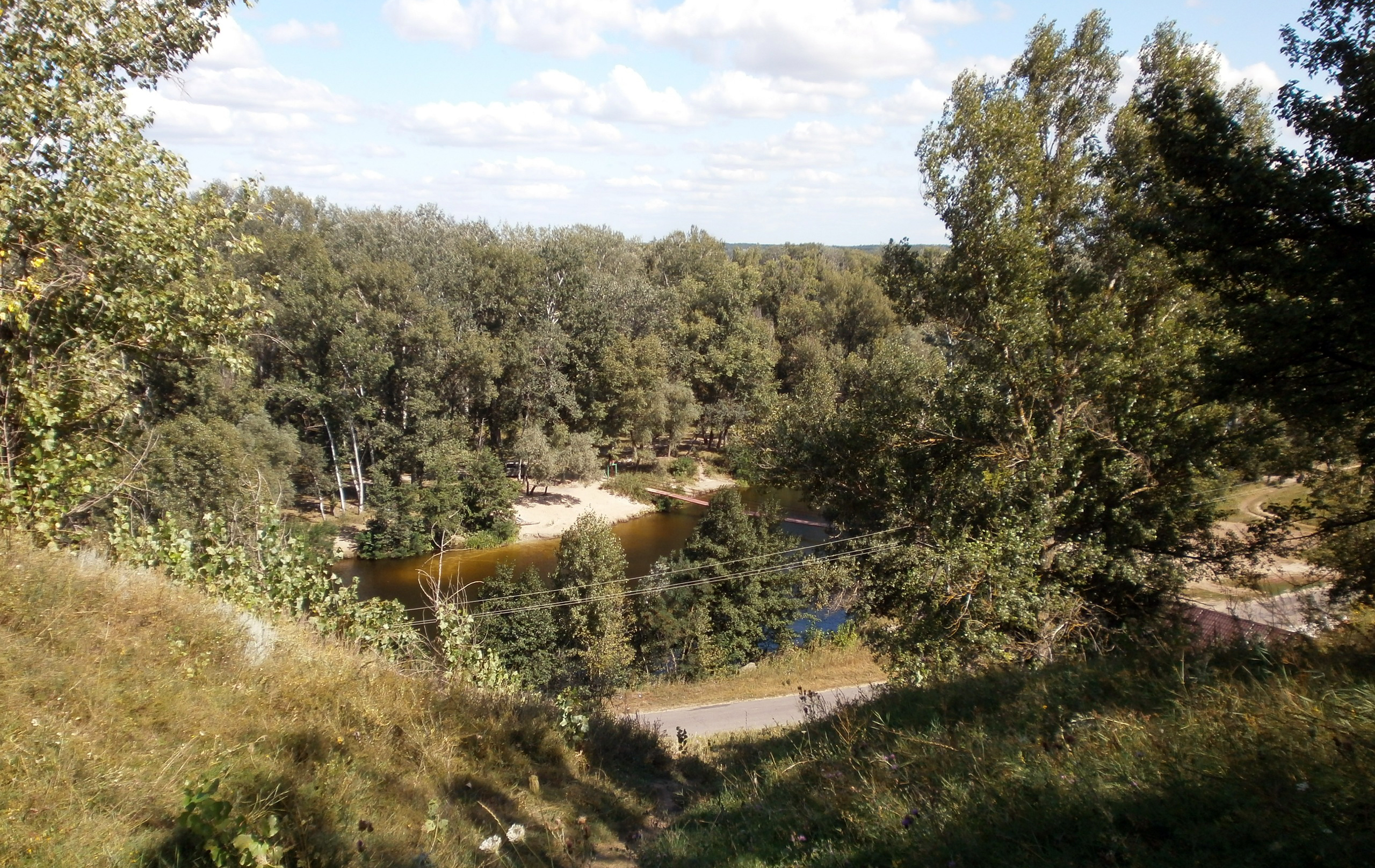
Переправа через Ворсклу (сьогодення)
Пам'ятник на місці переправи Петра I (1959 рік)
Пам'ятник на місці переправи сьогодні